# OMG What's Happening
«OMG What's Happening» es una canción de la cantante estadounidense Ava Max, lanzada a través de Atlantic Records el 3 de septiembre de 2020 como el séptimo sencillo de su álbum de estudio debut Heaven & Hell (2020). La canción de disco-funk y disco-pop fue escrita por Max, Roland Spreckley, Henri Antero Salonen, Sorana Pacurar, Cirkut y Jason Gill, y producida por los dos últimos escritores junto a Hank Solo. El 29 de octubre de 2020 se lanzó un video musical, que fue dirigido por la directora de videos musicales estadounidense Hannah Lux Davis. Muestra a Max compitiendo contra otros conductores en muscle cars.

## Antecedentes y desarrollo
El 31 de agosto de 2020, Max había puesto en una de sus publicaciones de Instagram una descripción que hacía referencia al lanzamiento de «OMG What's Happening». Publicó la portada oficial de la canción el 2 de septiembre de 2020 y anunció que se lanzaría al día siguiente, indicando que era una de sus canciones favoritas del álbum. La portada muestra a Max con un sombrero de vaquero rojo y guantes, mientras está de pie sobre un camión monstruo. «OMG What's Happening» fue escrito por Max, Roland Spreckley, Henri Antero Salonen, Sorana Pacurar, con los productores Cirkut y Jason Gill. Hank Solo también participó en la producción. La letra del puente fue inicialmente grabada por Max en cuarentena por la pandemia de COVID-19 de 2020 como una broma, pero decidió mantenerla en la canción.

## Composición
«OMG What's Happening» es una canción de disco-funk y disco-pop. Jon Pareles de The New York Times declaró que era parte del «renacimiento disco» precedido por la música lanzada por Doja Cat, Dua Lipa y Lady Gaga, mientras que Issei Honke de Billboard Japan también especificó que «OMG What's Happening» siguió canciones de 2020 como «Say So» de Doja Cat (2020) y «Don't Start Now» de Lipa (2019). La canción contiene síncopas de guitarra de bachata dominicana que se convierten en hi-hats, sintetizadores y guitarra rítmica disco. También utiliza una progresión de acordes de la canción de 1978 de Gloria Gaynor «I Will Survive», que invierte su mensaje lírico sobre ser «herido» en lugar del mensaje de «independencia» de la canción original. «OMG What's Happening» utiliza un puente de palabras habladas, mientras que Max realiza ondulaciones vocales de cuerda alta en comparación con Marina Diamandis.

## Recepción crítica
Mike Wass de Idolator describió «OMG What's Happening» como un «banger amado» que «encuentra a la estrella del pop locamente». Escribiendo para Us Weekly, Nicholas Hautman declaró que la canción era «realidad disco», mientras que Honke escribió que la canción se parecía a una «atmósfera de discoteca» de finales de la década de 1970.

## Video musical
El 2 de septiembre de 2020, la directora de videos musicales estadounidense Hannah Lux Davis anunció su participación en el video musical de «OMG What's Happening» en sus cuentas de redes sociales. Fue filmada durante el mismo fin de semana que la canción de 2020 de Max «Naked», que también fue dirigida por Davis. Antes del lanzamiento del video, Max mencionó que había sido grabado en un desierto y que era «peligrosamente rápido». Se lanzó un video con la respectiva letra de la canción el 3 de septiembre de 2020, que coincidió con el lanzamiento de la canción. El 28 de octubre de 2020, Max publicó en sus redes sociales un adelanto del video, mencionando que se lanzaría el siguiente día. El video muestra a Max como una conductora en un camión cubierto en llamas, mientras corre en una carretera vacía contra otro conductor burlón.

## Créditos y personal
Créditos adaptados de Tidal.
- Amanda Ava Koci - voz, composición
- Henry Walter - composición, producción
- Jason Gill - composición, producción
- Henri Antero Salonen - composición
- Roland Spreckley - composición
- Sorana Pacurar - composición
- Hank Solo - producción
- Chris Gehringer - masterización
- Serban Ghenea - mezcla
- John Hanes - ingeniería

## Posicionamiento en listas
| Listas (2020)                                  | Mejor posición |
| ---------------------------------------------- | -------------- |
| Canadá (Billboard Canadian Digital Song Sales) | 50             |
| Croacia (HRT)                                  | 70             |
| Escocia (OCC)                                  | 95             |
| Estados Unidos (Billboard Digital Song Sales)  | 39             |
| Finlandia (Suomen virallinen albumilista)      | 17             |
| Hungría (Single Top 40)                        | 25             |
| Lituania (AGATA)                               | 52             |
| Noruega (VG-lista)                             | 32             |
| Rumania (Airplay 100)                          | 79             |
| Suecia (Sverigetopplistan)                     | 72             |
| Suiza (Schweizer Hitparade)                    | 65             |

| Listas (2021)    | Posición |
| ---------------- | -------- |
| Ucrania (Tophit) | 182      |

## Certificaciones
| País    | Organismo certificador | Certificación | Ventas certificadas | Ref    |
| ------- | ---------------------- | ------------- | ------------------- | ------ |
| Noruega | IFPI Noruega           | Oro           | 30 000              | [ 33 ] |
| Polonia | ZPAV                   | Oro           | 25 000              | [ 34 ] |

## Historial de lanzamiento
| Región | Fecha                   | Formato(s)                  | Discográfica     | Ref    |
| ------ | ----------------------- | --------------------------- | ---------------- | ------ |
| Varios | 3 de septiembre de 2020 | Descarga digital, streaming | Atlantic Records | [ 35 ] |